# Elisa Quintana
Elisa Victoria Quintana, née en 1973 est une astronome hispanophone américaine spécialisée en astronomie et planétologie au Goddard Space Flight Center de la NASA. Ses recherches portent sur la détection et la caractérisation des exoplanètes ainsi que sur leur formation. Elle est connue pour la détection de Kepler-186 f, la première planète de la taille de la Terre trouvée dans la zone habitable d'une étoile autre que le Soleil,.

## Enfance et éducation
Quintana est née à Silver City, au Nouveau-Mexique. Son père, Leroy Quintana, est un poète chicano et son grand-père était un mineur qui est apparu dans le film Le Sel de la terre. À l'âge de 9 ans, elle déménage à San Diego. Elle fréquente le Grossmont College et est transférée à l'Université de Californie à San Diego où elle obtient un baccalauréat ès sciences en physique. Au cours de ses études, Quintana travaille sur l'astrodynamique au programme KidSat (renommé EarthKAM) avec la première astronaute américaine Sally Ride, professeure à San Diego. Elle obtient une maîtrise en sciences aérospatiales et en physique de l'Université du Michigan et son doctorat en physique de l'Université du Michigan en 2004. Sa thèse de doctorat porte sur la formation de planètes dans les systèmes d'étoiles binaires. Quintana est parmi les premières à étudier la possibilité de formation de planètes dans le système Alpha Centauri.

## Carrière académique
Quintana est membre de l'équipe de la mission Kepler de la NASA au Ames Research Center de 2006 à 2017. Elle travaille en tant que programmeuse scientifique au développement du pipeline Kepler qui a été nommée logiciel de l'année par la NASA en 2010. Elle fait partie de l'équipe qui a découvert la première exoplanète rocheuse Kepler-10b, la première exoplanète à orbiter autour de la zone habitable d'une autre étoile Kepler-22 b et la première exoplanète de la taille de la Terre, Kepler-20 e. En 2014, elle dirige l'équipe qui a découvert Kepler-186 f, une exoplanète de la taille de la Terre en orbite autour de la zone habitable d'une étoile naine rouge publiée dans la revue Science. Quintana reçoit le prix de la scientifique de l'année 2015 de Great Minds in STEM pour sa découverte de Kepler-186f et sa contribution à la science,. Plus récemment, Quintana étudie la fréquence des impacts géants sur les exoplanètes et compare leur fréquence à celle de la Terre,. En 2017, Quintana rejoint le Goddard Space Flight Center dans le Maryland, où elle occupe le poste de scientifique de projet adjointe pour le Wide Field Infrared Survey Telescope . 
Quintana est l'une des rares femmes scientifiques hispaniques en astronomie et ses contributions à la communauté latino-américaine ont été reconnues lorsque le Los Angeles Theatre Center (en) lui a décerné le Lupe Ontiveros Dream Award 2014.

## Récompenses et honneurs
- Hispanic Engineers National Achievement Awards Scientist of the Year (2015)
- Lupe Ontiveros Dream Award (2014)
- NASA Software of the Year (2010)